# Boris Dolivo-Dobrovolski
Boris Iossifovitch Dolivo-Dobrovolski (Борис Иосифович Доливо-Добровольский), né le 2 (14) février 1873 à Odessa (Empire russe) et mort en 1938 à Oriol (RSFSR) est un officier de marine dans le contre-espionnage et linguiste russe. Il est le frère de Mikhaïl Dolivo-Dobrovolski.

## Biographie
Il naît en 1873 dans une famille de la noblesse russe. Son père, Iossif Florovitch Dolivo-Dobrovolski (1824-1900), est en 1862-1869 directeur de l'orphelinat de Gatchina; son grand-père, Florian Iossifovitch Dolivo-Dobrovolski (1776-1852), a le rang de conseiller secret.
Boris Dolivo-Dobrovolski entre en 1890 au service de la Marine impériale russe; il participe dans le cadre d'un escadron d'escorte au tour du monde en mer de l'héritier du trône Nicolas Alexandrovitch (futur Nicolas II). En 1893, il est diplômé du corps des cadets de la Marine, recevant le grade d'aspirant (mitchman).
En 1903, il est nommé officier supérieur du pavillon du quartier général du chef du détachement d'entraînement de la flotte de la mer Noire; à partir du 19 avril 1904, il est officier supérieur du pavillon du quartier général du commandant du détachement de croiseurs dans l'océan Pacifique. En 1905, il sert dans le 2e équipage de la Marine de la Baltique. 
En 1909, il est nommé officier supérieur sur le cuirassé de l'escadron Panteleïmon (anciennement Prince Potemkine de Tauride) et en 1911, sur le cuirassé de l'escadron Gloire (Slava).
Avec le déclenchement de la Première Guerre mondiale, le 28 juillet 1914, il est détaché à l'état-major de la Marine, comme chef du département des statistiques étrangères, s'occupant des questions du renseignement naval et de contre-espionnage; Le 6 décembre 1914, pour distinction dans le service, il est promu capitaine de 1er rang.
En 1917, il se trouve à Pétrograd avec sa femme, Xénia Lvovna née Broussilova (1882-1965), et son petit garçon Lev. Après la Révolution d'Octobre, il collabore avec le nouveau régime soviétique en tant que spécialiste militaire. En février-mars 1918, il participe aux pourparlers de paix de Brest-Litovsk et ensuite devient membre de la commission germano-russe sur les questions de marine.
À partir de 1919, il donne des cours de renseignement auprès de commissariat du peuple des affaires maritimes. En 1920, il est rédacteur en chef de la rédaction principale de la marine. Il est à partir de 1921 professeur de la branche orientale de l'Académie militaire de l'Armée rouge. Il fait paraître en 1924 Le Problème de l'océan Pacifique. Il est nommé en 1927 professeur de stratégie navale à l'Académie militaire navale de l'Armée rouge et dirige à partir de 1929 la chaire des langues étrangères de cette académie. Son manuel La Flotte de combat est réédité plusieurs fois jusqu'en 1928.
Il est arrêté en 1931 et condamné à cinq ans d'emprisonnement. Après avoir purgé sa peine, il est envoyé en exil à Oriol, où il gagne sa vie en donnant des leçons privées d'anglais. En septembre 1937 en pleines purges staliniennes, il est arrêté et condamné à mort par le NKVD en 1938. Il est fusillé peu après au centre de détention d'Oriol.

## Distinctions

### Décorations russes
- Ordre de Sainte-Anne de IIIe classe avec épées et ruban (16 juin 1904)
- Ordre de Saint-Stanislas de IIe classe avec épées (14 novembre 1905)
- Ordre de Saint-Vladimir de IVe classe (29 mars 1909)
- Ordre de Sainte-Anne de IIe classe (30 juillet 1915)
- Médaille d'argent en mémoire du règne d'Alexandre III (1896)
- Médaille de bronze en mémoire de la Guerre russo-japonaise (1906)
- Médaille de bronze en mémoire des 200 ans de la bataille navale de Gangut (1915)

### Décorations étrangères
- Chevalier de la Légion d'honneur (France, 1899)
- Officier de l'ordre de l'Étoile noire (Empire français, 1904)
- Commandeur de l'ordre de l'Ètoile noire (1909)
- Chevalier de l'ordre du Nichan el Anouar (Côte française des Somalis, 1906)